# Inversiunio
Inversiunio је род слатководних шкољки из породице Unionidae, речне шкољке.

## Врсте
Врсте у оквиру рода Inversiunio:
- Inversiunio jokohamensis (Ihering, 1893)
- Inversiunio reinianus (Kobelt, 1879)
- Inversiunio verrucosus Kondo, Hyun & Seung-Ho, 2007
- Inversiunio yanagawensis (Kondo, 1982)